# 大類村
大類村（おおるいむら）は群馬県の中部、群馬郡に属していた村。

## 地理
- 河川：井野川

## 歴史
- 1889年（明治22年）4月1日 - 町村制施行により、周辺6村（上大類村、宿大類村、南大類村、中大類村、下大類村、柴崎村）が合併し西群馬郡大類村が成立する。
- 1896年（明治29年）4月1日 - 郡統合（西群馬郡と片岡郡）により群馬郡に所属する。
- 1956年（昭和31年）9月30日 - 多野郡八幡村とともに高崎市へ編入する。

## 村長
- 根岸峮太郎（1905- 、1930-）